# Lista de lugares no registro da herança vitoriana na cidade de Whitehorse
Esta é uma lista de lugares no Victorian Heritage Register na cidade de Whitehorse em Victoria, Austrália . O Victorian Heritage Register é mantido pelo Conselho do Heritage de Victoria .
O Victorian Heritage Register, a partir de 2020, lista os seguintes 10 locais registrados na cidade de Whitehorse :
| nome do lugar                            | Lugar, colocar # | Localização                                  | Subúrbio ou Cidade | Coordenadas                  | Construído | Estado registrado       | foto |
| ---------------------------------------- | ---------------- | -------------------------------------------- | ------------------ | ---------------------------- | ---------- | ----------------------- | ---- |
| Igreja Anglicana de Todos os Santos      | H2302            | 469-471 Whitehorse Rd                        | Mitcham            | 37.816150 ° S 145.191250 ° E | 1958       | 9 de agosto de 2012     |      |
| Cemitério de Box Hill e Myer Memorial    | H2045            | 395 Middleborough Rd                         | Box Hill           | 37.822680 ° S 145.133550 ° E | 1929       | 9 de outubro de 2003    |      |
| Capela de São José                       | H2351            | 27-29 Strabane Ave                           | Mont Albert North  | 37.807660 ° S 145.112300 ° E | 1976-78    | 11 de fevereiro de 2016 |      |
| Old Burwood Primary School               | H0975            | 172 Burwood Hwy                              | Burwood            | 37.850270 ° S 145.106100 ° E | 1865       | 20 de agosto de 1982    |      |
| Alvenaria Padrão                         | H0720            | 14 Federation St                             | Box Hill           | 37.824180 ° S 145.116030 ° E | 1884       | 20 de setembro de 1989  |      |
| Órgão de tubos de pedra                  | H2166            | The Avenue Uniting Church 40-44 Blackburn Rd | Chama Negra        | 37.822730 ° S 145.151940 ° E | 1879       | 14 de agosto de 2008    |      |
| Wattle Park                              | H0904            | 1012 Riversdale Rd                           | Burwood            | 37.838820 ° S 145.102260 ° E | 1920       | 1 de abril de 1992      |      |
| Willis Pipe Organ                        | H2156            | Wesley Uniting Church 515 Estação St         | Box Hill           | 37.821770 ° S 145.122600 ° E | 1877       | 8 de maio de 2008       |      |
| Capela Wesleyan em Woodhouse Grove       | H2010            | 147 Woodhouse Grove                          | Box Hill           | 37.802280 ° S 145.132020 ° E | 1855-56    | 19 de dezembro de 2002  |      |
| Wunderlich Terracotta Roof Tiles Complex | H1008            | 656 Mitcham Rd                               | Vermont            | 37.832980 ° S 145.191710 ° E | 1925       | 19 de dezembro de 1996  |      |